# 무미 뜨롤
무미 트롤(러시아어: Му́мий Тро́лль 무미 트롤리[*] [ˈmumʲij ˈtrɔlʲ])은 1984년 창설된 러시아의 록 음악 그룹으로, 일리야 라구텐코(Илья Лагутенко)가 만들었으며, 밴드 이름은 영어로 ‘미라 트롤’이라는 뜻이다.
무미 트롤은 소련의 밴드로 활동하였고, 록 음악이 활성화되면서 블라디보스토크에서 활발한 공연을 가졌다. 일리야 라쿠텐코가 중화인민공화국에서 활동을 하는 동안 그룹이 깨졌지만 돌아온 이후에 복원되었다. 1997년 5월 첫 음반 《Морская(해병대)》 앨범을 발표하였다. 7개월 후 《Икра(캐비어)》 앨범을 내었고 비슷한 성공을 거뒀다.
하지만, 그 이후에는 몇몇 싱글만 내놓았으며 세 번째 앨범이 나오기까지는 3년이 걸렸다. 코펜하겐에서 열렸던 유로비전 송 콘테스트 2001에 러시아 대표로 참가해서 〈Lady Alpine Blue〉를 참가국 중 마지막으로 불렀다. 그 이후로 이 밴드는 스칸디나비아반도 지역에서 인기를 끌었다.
2005년에 이 그룹은 라이브 콘서트 DVD를 출시하였다.

## 구성원
- 일리야 라구텡코 (Илья Лагутенко)
- 올레그 풍인 (Олег Пунгин)
- 알렉산드르 홀렝코 (Александр Холенко)
- 아르툠 크리친 (Артём Крицин)
- 파벨 봅크 (Павел Вовк)
- 유리 찰레르 (Юрий Цалер)
- 예브게니 즈비됴니 (Евгений Звидённый)
- 레오니드 부를라코프 (Леонид Бурлаков)
- 키릴 바비 (Кирилл Бабий)
- 파벨 바비 (Павел Бабий)
- 알베르트 크라스노프 (Альберт Краснов)
- 데니스 트란스키 (Денис Транский)
- 올레샤 랴렝코 (Олеся Ляшенко)
- 블라디미르 루쳉코 (Владимир Луценко)
- 이고르 쿨코프 (Игорь Кульков)
- 안드레이 바라바샤 (Андрей Барабаш)
- 스타니슬라프 찰레르 (Станислав Цалер)

## 음반 목록
| 원어 제목                             | 번역 제목                  | 발매 년도 | 설명                               |
| ------------------------------------- | -------------------------- | --------- | ---------------------------------- |
| 《Новая луна апреля》                 | 4월의 새로운 달            | 1985      | 블라디보스토크에서 테이프로 내놓음 |
| 《Делай Ю-Ю》                         |                            | 1990      | 독립 릴리즈                        |
| 《Морская》                           | 해병대                     | 1997      | 첫 번째 스튜디오 앨범              |
| 《Икра》                              | 캐비어                     | 1997      | 두 번째 스튜디오 앨범              |
| 《Шамора. Правда о Мумиях и Троллях》 | 샤모라: 무미 트롤의 진실들 | 1998      | 1980년대 노래 컴필레이션 앨범      |
| 《Точно Ртуть Алоэ》                  |                            | 2000      | 세 번째 스튜디오 앨범              |
| 《Меамуры》                           | 기억들                     | 2002      | 네 번째 스튜디오 앨범              |
| 《Похитители Книг》                   | 책 도둑                    |           | 영화 사운드트랙                    |
| 《Слияние и Поглощение》              |                            | 2005      | 다섯 번째 스튜디오 앨범            |
| 《Амба》                              |                            | 2007      | 정규 7집 앨범                      |
| 《8》                                 |                            | 2008      | 여덟 번째 스튜디오 앨범            |
| 《Редкие земли》                      | 희토류                     | 2010      | 아홉 번째 스튜디오 앨범            |
| 《Vladivostok》                       |                            | 2012      | 첫 영어 앨범                       |
| 《SOS матросу》                       | 선원에게 SOS               | 2013      | 열 번째 스튜디오 앨범              |
| 《Пиратские копии》                   | 해적판                     | 2015      | 열한 번째 스튜디오 앨범            |
| 《Malibu Alibi》                      |                            | 2016      | 두 번째 영어 스튜디오 앨범         |
| 《ВОСТОК Х СЕВЕРОЗАПАД》              | 동쪽 X 북서쪽              | 2018      | 열두 번째 정규 앨범                |
| 《Призраки Завтра》                   | 내일의 유령                | 2020      | 열세 번째 정규 앨범                |
| 《После зла》                         | 악 후                      | 2020      | 열네 번째 정규 앨범                |